# Пави, Огюст Жан-Мари
Огюст Пави (1847—1925) — колониальный деятель Франции, родился в Динане, Бретань, 31 мая 1847 года. Сыграл важную роль в установлении французского контроля над Лаосом в последние два десятилетия XIX века. После долгой карьеры исследователя и дипломата, в ходе которой он служил в миссиях в Лаосе и Камбодже, в 1886 году он стал первым французским вице-консулом в Луангпхабанге. Вернувшись во Францию в 1898 году, он писал очерки и воспоминания, где делился наблюдениями из миссий в Индокитае и обрабатывал вьетнамские и лаосские сказки[1].

## Ранняя карьера
Родился в семье проектировщика интерьеров. В 1864 году в возрасте семнадцати лет вступил в французскую армию, потом перевелся в морскую пехоту, где вместе со своим отрядом участвовал в миссии в Кохинхине в 1868 году. В 1869 году был отправлен в Кохинхину в составе морской пехоты, но в следующем году переведён во Францию на время Франко-прусской войны, где достиг звания сержант-майора. После войны отправлен во Французскую Камбоджу, назначен администратором почтовой и телеграфной службы в отдаленном камбоджийском порту Кампот, где изучал индокитайскую культуру и менталитет местного населения.
В 1880 году Пави была поручена первая длительная миссия: он руководил строительством телеграфной линии между Пномпенем и Кампотом. Здесь Пави исследовал район от Сиамского залива до озера Тонлесап, посещал местные праздники, носил национальную одежду и учил кхмерский язык, зарисовывал нагорья Камбоджи, что вызвало неоднозначную реакцию французского правительства.
.

## Миссии
Во время миссий Пави изучил область площадью в 676 000 км2, прошёл 30 000 км в горных районах на северо-восток от Меконга пешком, на слонах, по рекам на плотах и собрал большой объем научной информации. Его сопровождала команда из сорока помощников с широким спектром знаний, от археологии до этнологии, некоторые из них, такие, как дипломат-доктор Пьер Лефевр-Фонталис, и иммунолог Александр Ерсин, стали известными.
Первая миссия Пави длилась с 1879 по 1885 год и охватывала районы Камбоджи и Южного Сиама. Вторая миссия, с 1886 по 1889 год, охватывала северо-восточный Лаос, во время неё он исследовал Чёрную реку. Третья миссия, с 1889 по 1891 год, включала изучение реки Меконг от Сайгона до Луангпрабанга. Четвертая миссия, с 1894 по 1895 год, включала районы Лаоса, граничащие с Китаем и Бирмой.
Пави открыл несколько школ на территории Французского Индокитая и лично сопроводил первых камбоджийских абитуриентов во Францию.
Часто упоминают знаменитую операцию по эвакуации королевской семьи Лаоса по реке Меконг, в результате которой в состав Французского Индокитая были включены территории Лаоса, а сиамский король Рама V признал французский протекторат над Лаосом.

## Возвращение во Францию
Огюст Павия, истощённый частыми лихорадками и дизентерией, окончательно вернулся во Францию в 1895 году. Он стал звездой Парижской прессы, а затем сбрил свою легендарную бороду и начал жить уединённо. В пятидесятилетнем возрасте, 25 октября 1897 года, женился на Элен Луизе Маргарите Жиккеле и посвятил себя работе над отчётами об исследованиях. В десяти томах Пави описал события экспедиций, а также составил первую полную карту Индокитая. В семье родился сын Поль-Огюст, который впоследствии опубликовал книгу о жизни отца с момента его возвращения во Францию. Огюст пави скончался 7 мая 1925 года в возрасте 77 лет. 

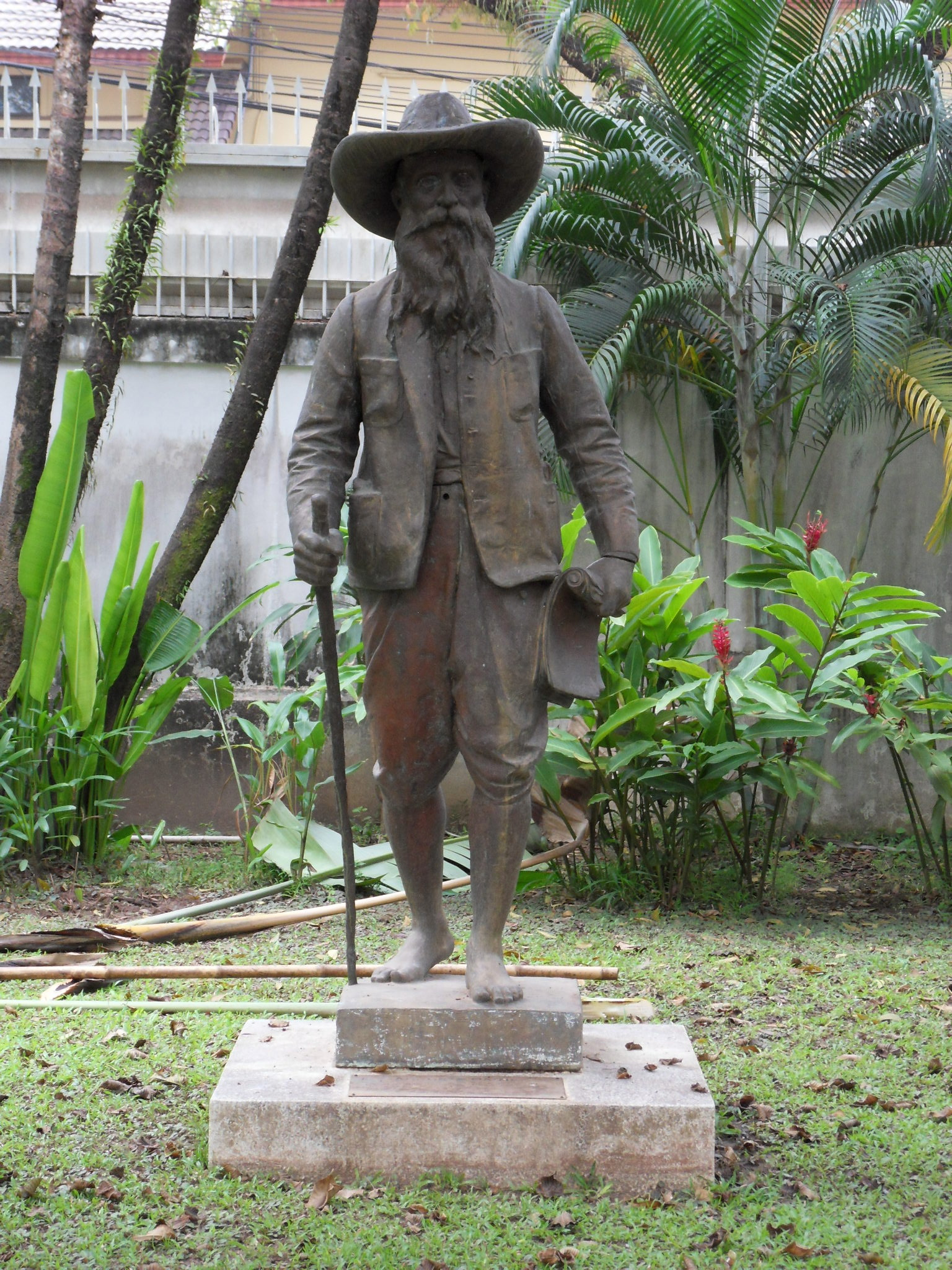
Памятник Пави во Вьетнаме

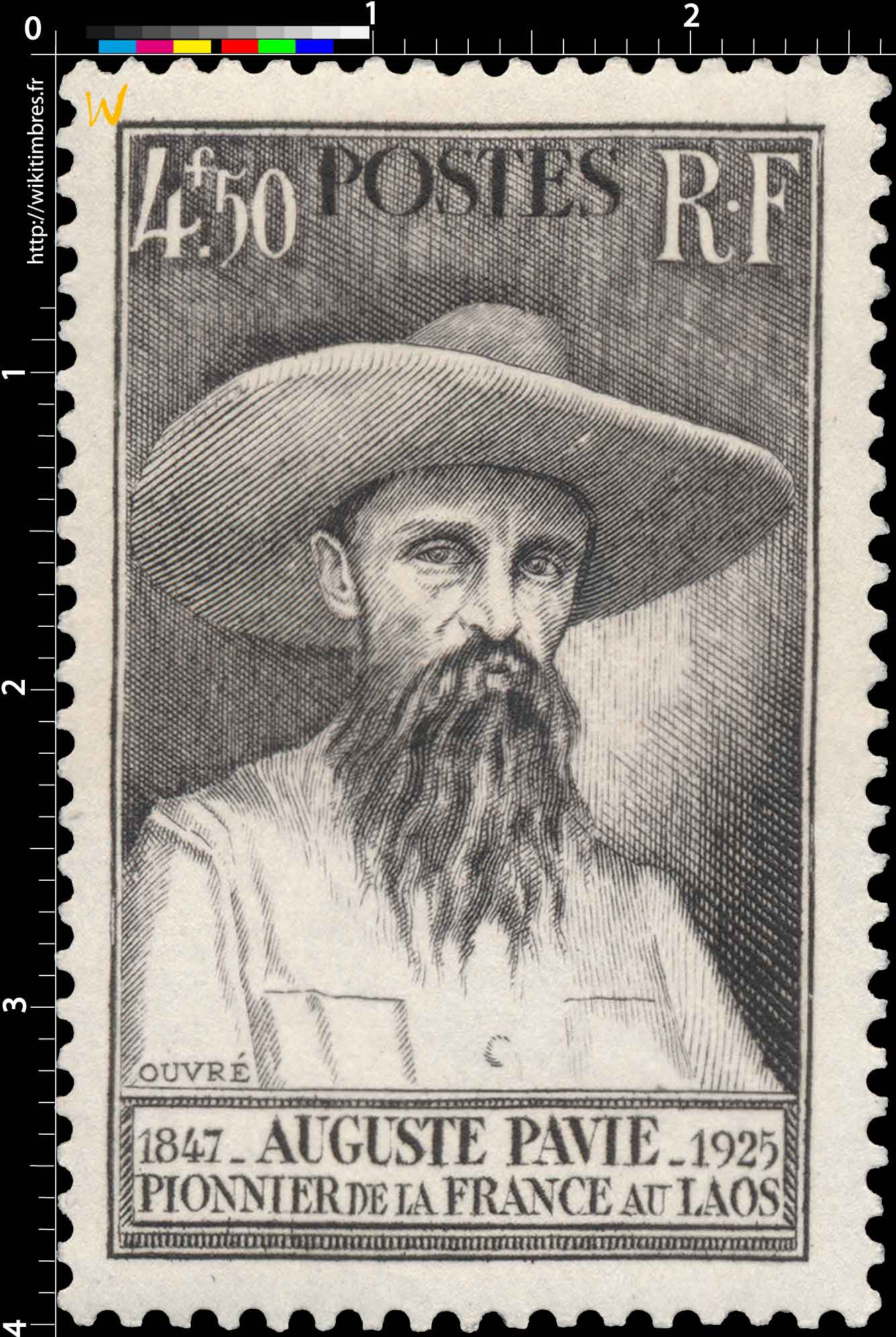
Огюст Пави на марках Франции

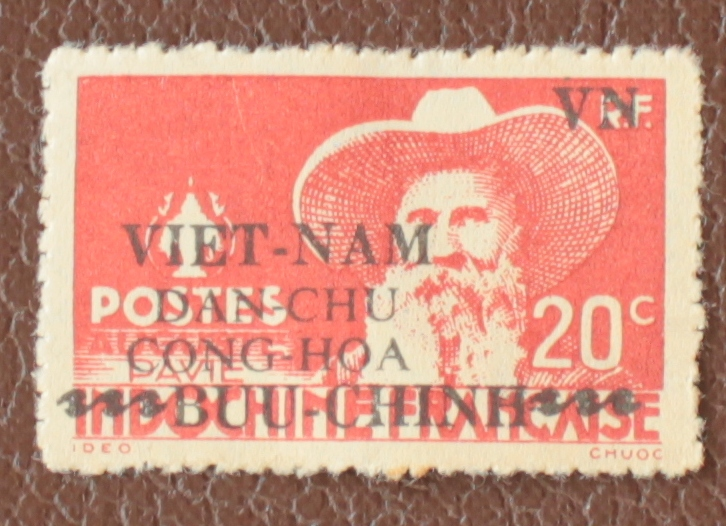
Огюст Пави на марках Вьетнама

## Память
Во Вьетнаме установлен памятник Пави. Также есть несколько марок с его изображением.